# مجاهد (روزنامه)
نشریه سیاسی-ایدئولوژیک «مُجاهد»، روزنامه‌ای است که توسط سازمان مجاهدین خلق ایران بعد از انقلاب سال ۵۷، از «۱ مرداد ۱۳۵۸» چاپ و در اختیار اعضا و طرفداران این جریان قرار می‌گرفت. این نشریه ارگان رسمی سازمان مجاهدین خلق و منتشر کننده مهمترین واکنش‌ها و بیانیه‌های این سازمان می‌باشد 

## سال‌های ابتدایی
پس از فروپاشی حکومت پهلوی در سال ۵۷ و گشوده شدن فضای آزاد سیاسی در اوایل انقلاب، گفتمان‌های متفاوت سیاسی اعم از چپ و راست هرکدام نشریات خود را در اختیار اعضا و طرفداران خود قرار می‌دادند. این نوشتارها شامل تحلیل‌های سیاسی از مسائل داخلی و بین‌المللی، مطالب تئوریک، بَسط ایدئولوژی، بیانیه‌ها و اخبار می‌شد.
سازمان مجاهدین خلق نیز بعنوان یک گروه فعال در انقلاب ایران مطالب خود را ابتدا به‌صورت پراکنده و غیر سازمان یافته و عمدتاً به صورت چاپ‌های ابتدایی با دستگاه استنسیل منتشر می‌کرد.
اما در مرداد سال ۱۳۵۸ اولین شماره از روزنامه خود تحت عنوان و لوگوی «مجاهد» را به صورت رسمی به چاپ رساند.

## خرداد ماه ۱۳۶۰
روند مدارا و همسویی سازمان با حکومت مرکزی تا اوایل سال ۶۰ ادامه داشت اما بتدریج و به طورمشخص همگام با اعلام جنگ مسلحانه سازمان علیه حکومت مرکزی، نوشته‌ها و مطالب مجاهد نیز رنگ و بوی ستیزه‌جویانه به خود گرفت.
در روز ۲۸ خرداد، نشریهٔ مجاهد چند نسخه از روزنامه را چاپ کرد که در یکی از مهمترین نسخه‌های آن مطلبی چاپ شد که نشان از نگرانی آنها نسبت به جان رئیس‌جمهور بنی صدر خبر می‌داد و از طرفداران خود می‌خواست برای یاری از او به خیابان‌ها بیایند. مجاهد دراین‌باره چنین تیتر زد: «جان رئیس‌جمهور در خطر است، مردم تهران آماده نجات جان رئیس‌جمهور باشید».
همچنین در همان نسخهٔ مهم که در همان‌روز(٢٨خرداد) به چاپ رسید، بیانیه ای تحت عنوان «اطلاعیه سیاسی-نظامی شماره ۲۵» صادر شد که می‌توان آن‌را سرآغاز ورود نیروهای مجاهدین به نبرد مسلحانه با جمهوری اسلامی نامید. در بخشی از این اعلامیه آمده‌است: «...  بدیهی است برابر اعلامیهٔ حاضر، از این پس مسئولیت هر آنچه که حین مقاومت انقلابی واقع شود، تنها و تنها بر ذِمهٔ مرتجعین انحصارطلب و اوباش چماق‌دار آنهاست که قصد آن کرده‌اند تا نقشه به پایان نرسیده شاه خائن و ساواک منفور او را، در قلع و قمع مجاهدین، به پایان رسانند. از این حیث برآنیم که نام‌بردگان، هر که باشند و در هر لباسی دقیقاً شایسته سخت‌ترین کیفر و مجازات انقلابی خواهند بود…».

## ساختار روزنامه مجاهد
مطالب روزنامه مجاهد دقیقاً انعکاس نظرات و دستورهای اعضای مرکزی سازمان مجاهدین خلق بود.
می‌توان مطالب این نشریه را به بخش‌های متفاوتی تقسیم کرد؛
- مصاحبه‌ با رئیس‌جمهور، نخبگان سیاسی، مرکزیت و اعضای سازمان

- نوشتارها و مطالب افراد نزدیک به مجاهدین

- تحلیل رخدادها و مسائل روز ایران

- بیانیه‌ها و اعلامیه‌های سازمان

- خبرهای مهم بین‌المللی

- انتشار مطالب تئوریک و ایدئولوژیک

### نشریات وابسته
در همان دوران مجلات دیگری توسط سازمان مجاهدین خلق به چاپ می‌رسید که وابسته به نشریه مجاهد بودند که مهمترین آنها «بازوی انقلاب»، «نسل انقلاب» و «فریاد گودنشین» نام داشت.

## لوگوی روزنامه
در لوگوی این روزنامه با خط درشت عنوان «مجاهد» درج شده که تمثیلی از دو اسلحه یوزی است. در بالای سلاح نیز یک ستاره به عنوان «نماد سوسیالیسم»، و آیه‌ای از قرآن به کار رفته که در نماد و پرچم این سازمان نیز درج است.